# NHL 1951/52
Die NHL-Saison 1951/52 war die 35. Spielzeit in der National Hockey League. Sechs Teams spielten jeweils 70 Spiele. Den Stanley Cup gewannen die Detroit Red Wings nach einem 4:0-Erfolg in der Finalserie gegen die Montréal Canadiens. In dieser Finalserie wurde in Detroit zum ersten Mal ein Oktopus aufs Eis geworfen. Höhepunkt in der enttäuschenden Saison der Chicago Black Hawks war der Hattrick von Bill Mosienko, der in nur 21 Sekunden drei Tore erzielte. Weniger gut war es um das Tor der Hawks bestellt. Nach einer Verletzung von Harry Lumley musste der 46-jährige Moe Robert aushelfen. Er hatte zuvor 1934 sein letztes Spiel in der NHL bestritten.

## Reguläre Saison

### Abschlusstabelle
Abkürzungen: W = Siege, L = Niederlagen, T = Unentschieden, GF= Erzielte Tore, GA = Gegentore, Pts = Punkte
|                     | W  | L  | T  | GF  | GA  | Pts |
| ------------------- | -- | -- | -- | --- | --- | --- |
| Detroit Red Wings   | 44 | 14 | 12 | 215 | 133 | 100 |
| Montréal Canadiens  | 34 | 26 | 10 | 195 | 164 | 78  |
| Toronto Maple Leafs | 29 | 25 | 16 | 168 | 157 | 74  |
| Boston Bruins       | 25 | 29 | 16 | 162 | 176 | 66  |
| New York Rangers    | 23 | 34 | 13 | 192 | 219 | 59  |
| Chicago Blackhawks  | 17 | 44 | 9  | 158 | 241 | 43  |

### Beste Scorer
Abkürzungen: GP = Spiele, G = Tore, A = Assists, Pts = Punkte
| Spieler          | Team       | GP | G  | A  | Pts |
| ---------------- | ---------- | -- | -- | -- | --- |
| Gordie Howe      | Detroit    | 70 | 47 | 39 | 86  |
| Ted Lindsay      | Detroit    | 70 | 30 | 39 | 69  |
| Elmer Lach       | Montreal   | 70 | 15 | 50 | 65  |
| Don Raleigh      | NY Rangers | 70 | 19 | 42 | 61  |
| Sid Smith        | Toronto    | 70 | 27 | 30 | 57  |
| Bernie Geoffrion | Montreal   | 67 | 30 | 24 | 54  |
| Bill Mosienko    | Chicago    | 70 | 31 | 22 | 53  |
| Sid Abel         | Detroit    | 62 | 17 | 36 | 53  |
| Theodore Kennedy | Toronto    | 70 | 19 | 33 | 52  |
| Milt Schmidt     | Boston     | 69 | 21 | 29 | 50  |

## Stanley-Cup-Playoffs
|  | Halbfinale | Halbfinale            | Halbfinale |  |  | Stanley-Cup-Finale | Stanley-Cup-Finale    | Stanley-Cup-Finale |
|  |            |                       |            |  |  |                    |                       |                    |
|  |            |                       |            |  |  |                    |                       |                    |
|  | 1          | Detroit Red Wings     | 4          |  |  |                    |                       |                    |
|  | 3          | Toronto Maple Leafs   | 0          |  |  |                    |                       |                    |
|  |            |                       |            |  |  | 1                  | Detroit Red Wings     | 4                  |
|  |            |                       |            |  |  | 2                  | Canadiens de Montréal | 0                  |
|  | 2          | Canadiens de Montréal | 4          |  |  |                    |                       |                    |
|  | 4          | Boston Bruins         | 3          |  |  |                    |                       |                    |
|  |            |                       |            |  |  |                    |                       |                    |

## NHL-Auszeichnungen
| Art Ross Trophy:           | Gordie Howe, Detroit Red Wings       |
| Calder Memorial Trophy:    | Bernie Geoffrion, Montréal Canadiens |
| Hart Memorial Trophy:      | Gordie Howe, Detroit Red Wings       |
| Lady Byng Memorial Trophy: | Sid Smith, Toronto Maple Leafs       |
| Vezina Trophy:             | Terry Sawchuk, Detroit Red Wings     |